# Dan Alexandru Vilaia
Dan Alexandru Vilaia (n. 14 august 1950) a fost un deputat român în legislatura 1990-1992, ales în județul Vâlcea pe listele partidului FSN. La data de 8 martie 1991, Dan Alexandru Vilaia a fost numit de Parlamentul României în grupul parlamentar de prietenie cu Spania.
1. ↑  HOTARARE 7 18/02/1991 - Portal Legislativ, legislatie.just.ro